# Асікаґа Міцукане
Асікаґа Міцукане (1378 — 1 вересня 1409) — 3-й Канто-кубо (намісник регіону Канто в період Муроматі) у 1398—1409 роках.

## Життєпис
Походив зі знатного самурайського роду Асікаґа. Старший син Асікаґа Удзіміцу. Народився у 1378 році. замолоду брав участь у походах батька проти прихильників Південної династії. У 1398 році внаслідок смерті Удзіміцу успадкував владу і посаду. 1399 року почалося повстання в провінції Муцу, для придушення якого Асікаґа Міцукане відправив синів, а потім приєднався особисто, довіривши керування Канто сіцудзі (головному радникові) Уесуґі Томомуне.Водночас деякий час планував приєднатися до повстання Оуті Йосіхіро і повалити сьогуна Асікаґа Йосіміцу. Втім останній зміг скористатися помилками Оуті, завдавши тому поразки. За цих обставин вимушений був замиритися з сьогуном, повернувшись до Камакури у 1400 році.
Стає покровителем синтоїстського храму Місіма Тайса в провінції Ідзу. Тут дав клятву вірності Асікаґа Йосіміцу, якої дотримувався до самої смерті. З цього часу стосунки канто-кубо і бакуфу поступово нормалізуються. У 1402 році придушив повстання в провінції Муцу на чолі із Дате Масамуне. решту життя міцно керував регіоном Канто, провінціями Муцу і Дева. Помер 1409 року. Йому спадкував син Асікаґа Мотіудзі.